# Jacques Meffre
Jacques Edmond Charles Meffre, né dans le 8e arrondissement de Paris le 10 novembre 1893 et mort le 29 octobre 1966 à Mouans-Sartoux, est un militaire, espion et résistant français, spécialisé dans les questions d'armement et de renseignement.

## Biographie
D'une dynastie d'architectes tourangeaux, arrière-petit-fils de Jacques-Aimé Meffre et petit-fils d'Edmond Meffre et de l'amiral Dumas-Vence, ainsi que beau-frère de l'amiral Charles de Blic, Jacques Meffre étudie l'architecture à l'École nationale supérieure des beaux-arts entre 1921 et 1930, notamment dans l'atelier de Gustave Umbdenstock,.
Il prend part à la Première Guerre mondiale comme officier de dragons, puis en tant qu'officier d'artillerie. Il sert également comme officier de liaison auprès de l'Armée américaine.
Le 14 mai 1918, à Saint-Avertin, il épouse Geneviève Jeanson, fille du commandant Joseph Jeanson (1867-1914), mort pour la France, et petite-fille d'Antony Roulliet. Leur fils, Philippe Meffre, secrétaire général de la Continent West Africa Conference (COWAC), épousera Colette Villedieu de Torcy et est le père d'Olivier Meffre, dirigeant de Ugine-Kuhlmann et d'Indosuez.

### Débuts dans le renseignement dans l'entre-deux-guerres
Après la guerre, il retourne à la vie civile, dans le milieu de la banque et de l’ingénierie de défense, après avoir suivi une formation au Canada entre 1925 et 1932.
En parallèle, Meffre sert dans les services de renseignement français en Allemagne, alors commandé par le colonel Guy Schlesser. Il reçoit du commandant Paul Paillole la mission d'infiltrer le Comité France-Allemagne en 1937. Il envoie à l'époque ses rapports sous le pseudonyme de « Lutin ».
Il fréquente les cercles parisiens, tels que le Cercle de l'Union artistique ou bien l'Automobile Club de France, où il fait la connaissance notamment de Tom Greene qu'il retrouvera du côté des services de renseignement britanniques durant la guerre.
Il est surnommé « Monsieur 10 % » au ministère des Colonies, où il a ses entrées.

### La Seconde Guerre mondiale
Au début de la Seconde Guerre mondiale, spécialiste des questions d'armement, il est rappelé au service et chargé des relations avec les spécialistes britanniques en la matière.
Après la débâcle française, il quitte la France pour rejoindre l'Angleterre le 15 juin 1940, à bord du contre-torpilleurs Milan (où se trouve également le général de Gaulle), en compagnie notamment de lord Suffolk et de lord Essex. Il est en même temps chargé, avec le général Lemoine, d'accompagner jusqu'en Angleterre les physiciens Hans von Halban et Lew Kowarski, ainsi que de l'eau lourde que le gouvernement français voulait mettre à l'abri.
Au-delà de rapports professionnels et personnels, ses liens familiaux ne le rendent pas inconnu auprès des autorités britanniques. Son grand-père, l'amiral Dumas-Vence, a été attaché naval auprès de l'ambassade de France à Londres, chargé des fonctions du consulat général durant la Guerre franco-allemande de 1870, et son oncle, le colonel Paul Dumas-Vence (1865-1960), a été chef de la Ire section de la direction des services QG de la Mission militaire française attaché auprès de l'Armée britannique durant la Première Guerre mondiale.
Au Royaume-Uni, il est recruté par les Britanniques pour travailler au ministère de l'Armement (en), dans le même bureau que celui de lord Suffolk, dont il est le protégé. Le major Archdale tente, en vain, de lui faire rejoindre l'armée britannique.
Il rejoint les Forces françaises libres (FFL) le 12 septembre 1940 et prend le pseudonyme de « Victor John Edouard Howard ».
En octobre 1940, il est nommé (sur recommandation du général Edward Spears, du major Archdale, du commander Kenneth Cohen (dit Clam ou Crane, du MI6), de lord Suffolk et des services secrets britanniques) chef des services de sécurité du Quartier général du général de Gaulle à Carlton Gardens (Londres) et à la tête du service de sécurité interne des Forces françaises libres, chargé notamment de détecter les agents d'infiltration susceptibles de se trouver parmi les volontaires désirant rejoindre les FFL. Au sein du service de sécurité, créé à l'initiative du Colonel Passy et de Robert Jobez, Meffre y est assisté de sa secrétaire particulière Penelope Lloyd-Thomas et de l'inspecteur Lucien Collin (alias Serge Treize). Rapidement, se trouvent autour de lui de nombreux agents du MI5 ou MI6 : le major Sinclair, le lieutenant Gillson, Guy Liddell (en), Woods, le major Jemmings, le baron Victor Rothschild, Kenneth Younger, Wilfred Dunderdale, Roy Archibald ou bien Tom Greene, qu'il avait connu avant la guerre à l'Automobile Club de France.
Il est impliqué dans l'« affaire Howard », consistant en de faux documents montés contre l'amiral Muselier, dans l’intérêt des services secrets britanniques. Il est assigné à résidence sur l'île de Man jusqu'à la fin de la Guerre.

### La DGER après la guerre
À la fin de la guerre, il est nommé responsable, au sein de la Direction générale des études et recherches (DGER), d'un groupe de surveillance de l'industrie dans la zone occupée de l'Allemagne. Il y est également chargé de repérer les savants et scientifiques allemands.

## Distinctions
- Officier de la Légion d’honneur
- Croix de guerre 1914-1918 (citation à l'ordre de l'armée)
- Croix du combattant volontaire
- Croix des services militaires volontaires

## Sources
- Claude Faure, « Aux Services de la République: du BCRA à la DGSE », Fayard, 2004
- Claude Paillat, « L'Échiquier d'Alger ... », 1966
- Jean Lacouture, « De Gaulle: Le rebelle : 1890-1944, Volume 1 », 1984
- Roger Faligot, Jean Guisnel, Rémi Kauffer, « Histoire politique des services secrets français: De la Seconde Guerre mondiale à nos jours », 2013
- Rémi Kauffer, « Histoire mondiale des services secrets », 2015
- André Dewavrin (colonel Passy), « Mémoires du chef des services secrets de la France libre », Odile Jacob, 2000
- Émile Muselier, « De Gaulle contre le Gaullisme », 1946
- Georges Fleury, « Les français du jour J », 1994
- Pierre Sonneville, « Les Combattants de la liberté: Ils n'étaient pas dix mille », 1968
- Edmond Pognon, De Gaulle et l'armée, 1976
- Jacques Soustelle, Envers et contre tout (1): De Londres à Alger. Souvenirs et documents sur la France libre, 1940-1942, éditions Robert Laffont, 1947
- Anne Laurens, Les rivaux de Charles de Gaulle: La bataille de la légitimité en France de 1940 à 1944, 1977
- Philippe Alméras, De Gaulle à Londres, 2001